# Скуя Бреден
Скуя Бреден — це міжнародна співпраця художників між Інгуною Скуя та Мелісою Бреден. Вони створюють намальовані скульптури з порцеляни.

## Біографії та освіта
Скуя (нар.1965 р) та Бреден (нар.1968 р) вперше познайомились у школі в 1994 році в Державному університеті Гумбольдта. Скуя з Латвії, а Бреден з Сакраменто, штат Каліфорнія. Скуя відвідувала коледж прикладного мистецтва Риги та Латвійську художню академію в Ризі, Латвія, здобувши ступінь бакалавра з кераміки в 1992 році, а потім впродовж року відвідувала Державний університет Гумбольдта за спеціальною програмою обміну, створеною професором скульптора з Латвії Марісом Д. Бенсоном. Скуя отримала ступінь магістра в Латвійській академії мистецтв у 2011 році. Бреден отримала два А. А. ступені в Сієрра-коледжі в 1992 році, а два бакалавра (B.A.) в 1997 році в Державному університеті Гумбольдта, вивчаючи живопис, скульптуру та історію мистецтва. Вона вчилася на ступінь магістра з кінопродукції, коли їздила до Латвії, щоб відвідати Латвійську художню академію в 1999 році. Інгуна Скуя та Меліса Бреден знову зв'язалися в Латвії в 1999 році та почали спільну роботу під час виробництва свого шоу «Тут Кіті, Кітті!», Що проходило в Ризькій галереї Чіріс. L w. Обидва митці мали окрему кар'єру до початку співпраці. На даний момент вони проживають у Латвії.

## Творчість
Всі їх роботи — це поєднання живопису та кераміки, і вони виконують усі етапи процесу створення свого мистецтва разом. Починають свій процес з ескізів і працюють разом над деталями цих малюнків, перш ніж включати глину в роботу. Хоча Скуя Бреден часом використовує форми у своєму процесі, вони ніколи не використовують комерційні форми, навпаки, вони працюють із власноруч виготовлених деталей. Вони обидва працюють над дизайном, формою та остаточним оздобленням своїх творів. Скуя Бреден також створювали зовнішні інсталяції.
Їх робота стосується різноманітних суб'єктів, включаючи людські форми та обличчя, тварин та казки. Роботи та мистецька філософія охоплюють багато актуальних тем, включаючи фемінізм, буддизм та політику.